# Osteospermum grandiflorum
Osteospermum grandiflorum es una especie de planta floral del género Osteospermum, tribu Calenduleae, familia Asteraceae. Fue descrita científicamente por DC.
Se distribuye por África: Sudáfrica (al norte y oeste de la provincia del Cabo).